# Olympische Sommerspiele 1992/Teilnehmer (Bangladesch)
| Gelbes Symbol für Goldmedaillen mit stilisierten Olympischen Ringen | Graues Symbol für Silbermedaillen mit stilisierten Olympischen Ringen | Braundes Symbol für Bronzemedaillen mit stilisierten Olympischen Ringen |
| ------------------------------------------------------------------- | --------------------------------------------------------------------- | ----------------------------------------------------------------------- |
| —                                                                   | —                                                                     | —                                                                       |

Bangladesch nahm bei den Olympischen Spielen 1992 in der spanischen Metropole Barcelona zum dritten Mal an Olympischen Sommerspielen teil. Die Delegation umfasste sechs Athleten.

## Teilnehmer nach Sportarten

### Leichtathletik
- Golam Ambia, Mehdi Hasan, Shahanuddin Choudhury und Shah Jalal
Männer, 4 × 400 m Staffel: in der 1. Runde ausgeschieden (42,18 s)
- Golam Ambia
Männer, 100 m: in der 1. Runde ausgeschieden (11,06 s)
- Shahanuddin Choudhury
Männer, 200 m: in der 1. Runde ausgeschieden (21,88 s)
- Mehdi Hasan
Männer, 400 m: in der 1. Runde ausgeschieden (48,62 s)

### Schießen
- Shahana Parveen
Frauen, Luftpistole 10 m: 43. Platz

### Schwimmen
- Mukhesur Rahman
Männer, 200 m Brust: 52. Platz (2:51,21 min)